# Ius imaginum

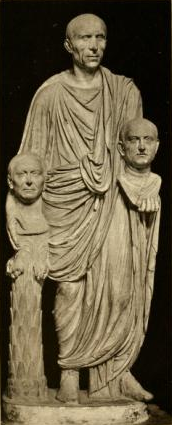
El Togato Barberini, estatua de un patricio romano que muestra orgulloso los retratos de sus antepasados.

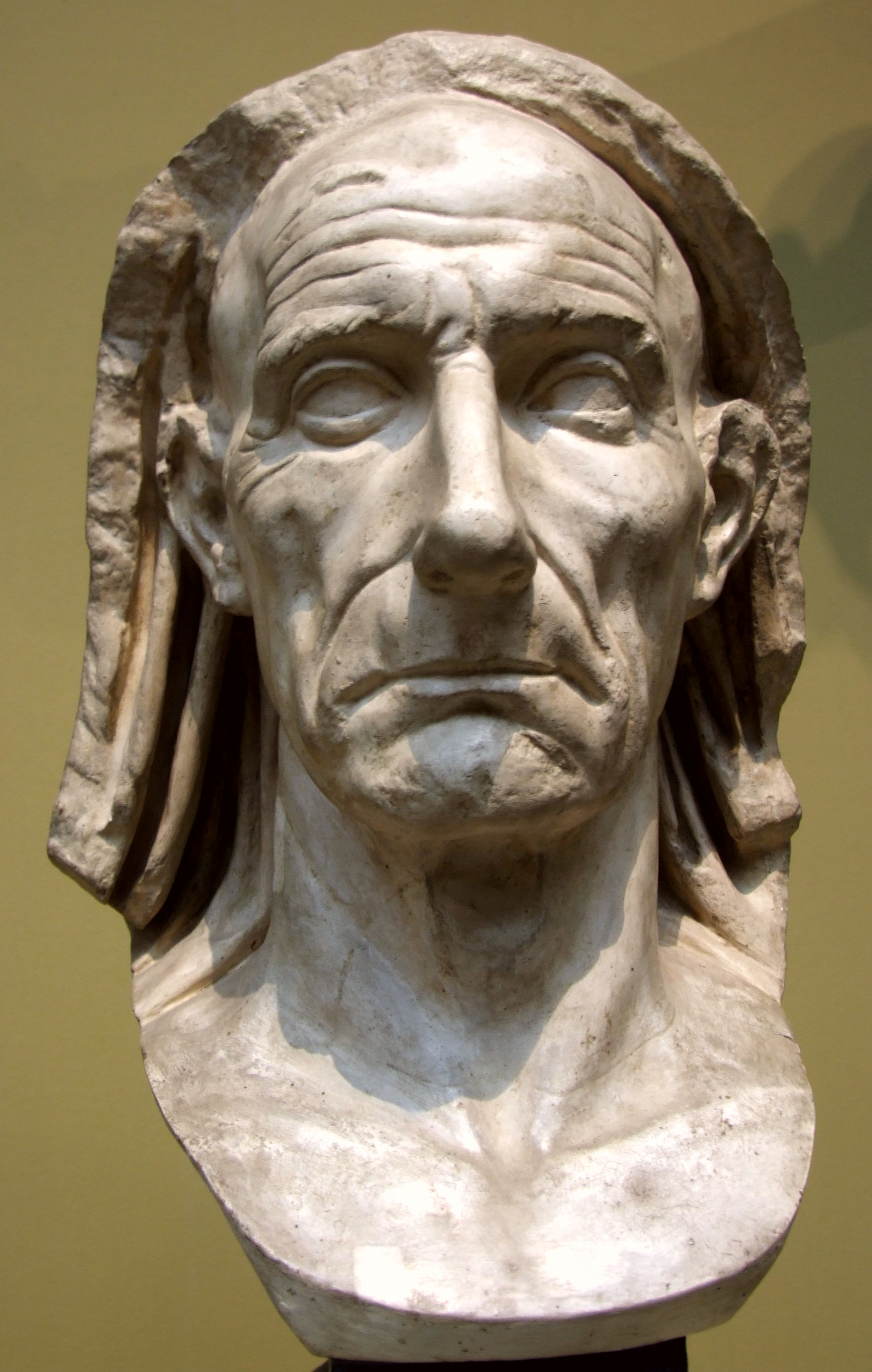
Mármol romano del siglo I a. C.

Ius imaginum era el derecho (ius) reconocido a los nobiles romanos de mantener en el atrium de su casa las maiorum imagines, "imágenes" o retratos (inicialmente las máscaras mortuorias, luego sustitiudas por imagines clipeatae) de sus ancestros, que también eran objeto de exhibición durante los funerales, en los que representaban un papel importante para la demostración de la continuidad de las virtudes dentro de la familia romana. Durante el funeral, los antepasados eran representados por actores que se vestían de forma correspondiente a su rango y cubrían su rostro con la imago (en plural imagines). Si la máscara cubría más que el rostro era denominada personae, término que terminó designando al rol de los actores. Eran inicialmente máscaras de cera coloreada, que mantenían los rasgos reales del rostro del difunto, y posteriormente se realizaron como esculturas en materiales duros: bronce y mármol. Se conservaban en lugares cerrados (armaria), que solo se abrían en circunstancias particulares. Para su disposición se trazaban líneas pintadas al modo de un árbol genealógico; y las imágenes se dotaban de carteles con su nombre. Plinio narra incidentes ligados a la inserción de extraños en la serie de retratos familiares, mientras que Tácito recoge cómo una condena trae como consecuencia la remoción de la imagen afectada de la serie de los antepasados (véase damnatio memoriae); Polibio describe detalladamente el uso de estos retratos, aunque como ejemplo a los jóvenes.

Aliter apud maiores in atriis haec erant, quae spectarentur; non signa extemorum artificum nec aera aut marmora: expressi cera vultus singulis deponebantur armariis (Otras cosas eran las que se veían en los atrios de nuestros mayores; no estatuas de artistas extranjeros, ni bronces, ni mármoles; rostros modelados en cera era lo que se colocaba en sus correspondientes armarios).
Atribuido a Mesala.

Inicialmente solo las familias patricias tenían tal derecho. Posteriormente se extendió a las familias descendientes de un ancestro conocido, que hubiera alcanzado una magistratura curul. Tal era la condición esencial de los nobiles (no reservada únicamente a los patricios, sino también a algunos destacados plebeyos -los homines novi-). Magistratura, nobilitas y retrato estaban indisolublemente unidos, como testimonia un discurso de Cayo Mario en el que se queja del desprecio de los patricios por no tener "imágenes" y ser la suya una "nobleza nueva".

## Imaginesy retrato romano
Además de la influencia griega y etrusca, los retratos romanos tienen como raíz original el arte funerario tradicional de las imagines maiorum. Las máscaras funerarias, de cera o terracota, cuya similitud con el rostro del difunto es técnicamente muy difícil, llegaron a ser de un realismo e individualización extremos a mediados del siglo II a. C., coincidiendo con la llegada a Roma de la iconografía helenística. No hay evidencia histórica o arqueológica de la utilización de máscaras funerarias en época etrusca o en los primeros siglos de la República, aunque las prácticas funerarias indudablemente hunden sus orígenes en esos periodos. Hacia el año 100 a. C. los retratos realistas se independizaron del contexto funerario, apareciendo como un género por sí mismo, protagonizado por efigies de personas vivas, incluso en la acuñación de moneda. En la época de Sila el retrato alcanzó una gran altura artística, naciendo propiamente el género de retrato romano republicano; que, formalmente, incorpora las convenciones del retrato helenístico. Entre los ejemplos más destacados están el llamado Togado Barberini y el llamado Patricio Torlonia (copia de época imperial de un original de época de Sila, ca. 80 a. C.).

Hominis autem imaginem gypso e facie ipsa primus omnium expressit ceraque in eam formam gypsi infusa emendare instituit Lysistratus Sicyonius, frater Lysippi (Lisístrato de Sicione, hermano de Lisipo, fue el primero que para hacer el retrato de un hombre lo sacó en yeso, de su rostro mismo, e hizo una impronta de cera del molde para retocarlo a la perfección).
Plinio el Viejo

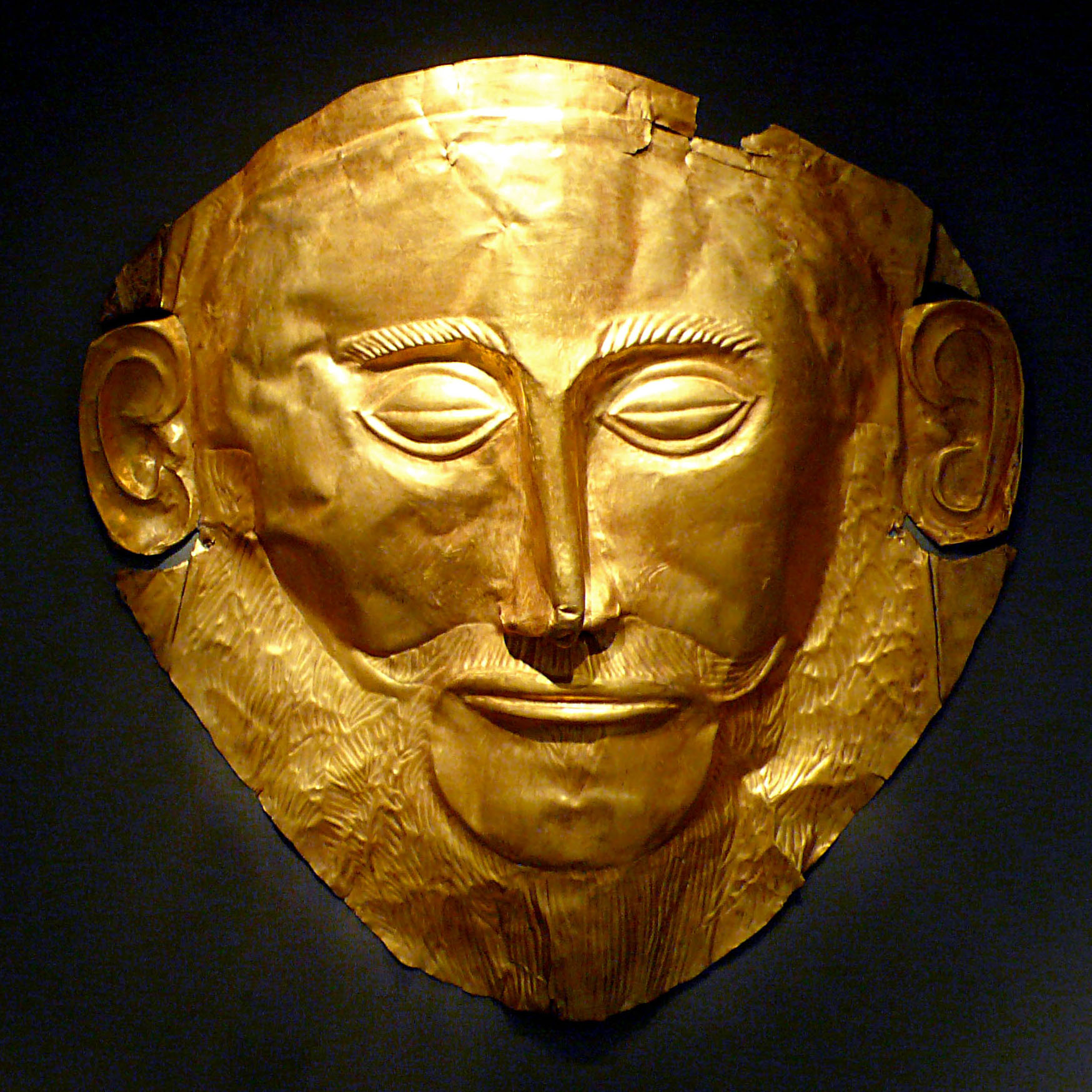
Máscara de Agamenón, de época micénica.
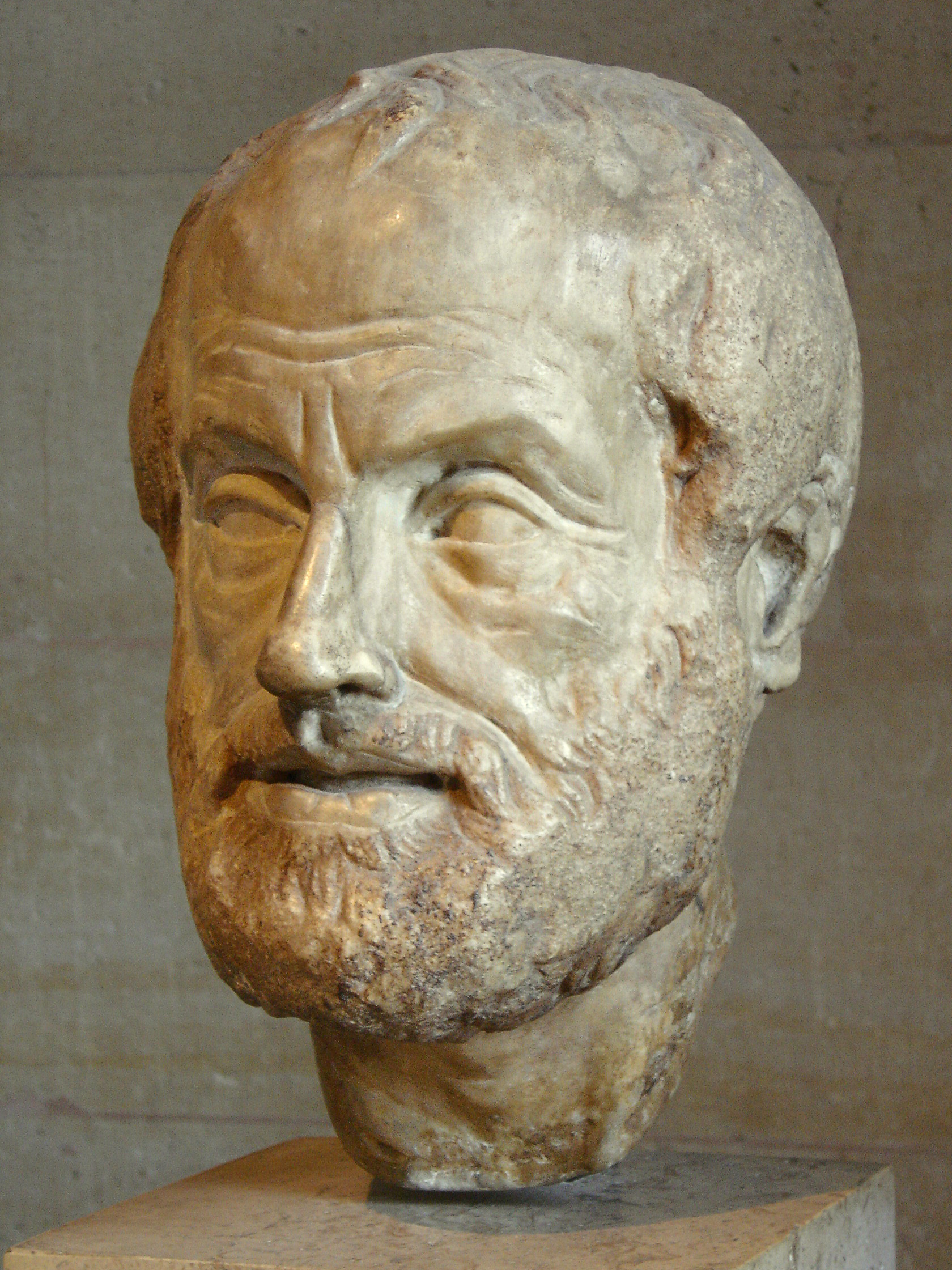
Copia romana del retrato de Aristóteles que Lisipo realizó en bronce.
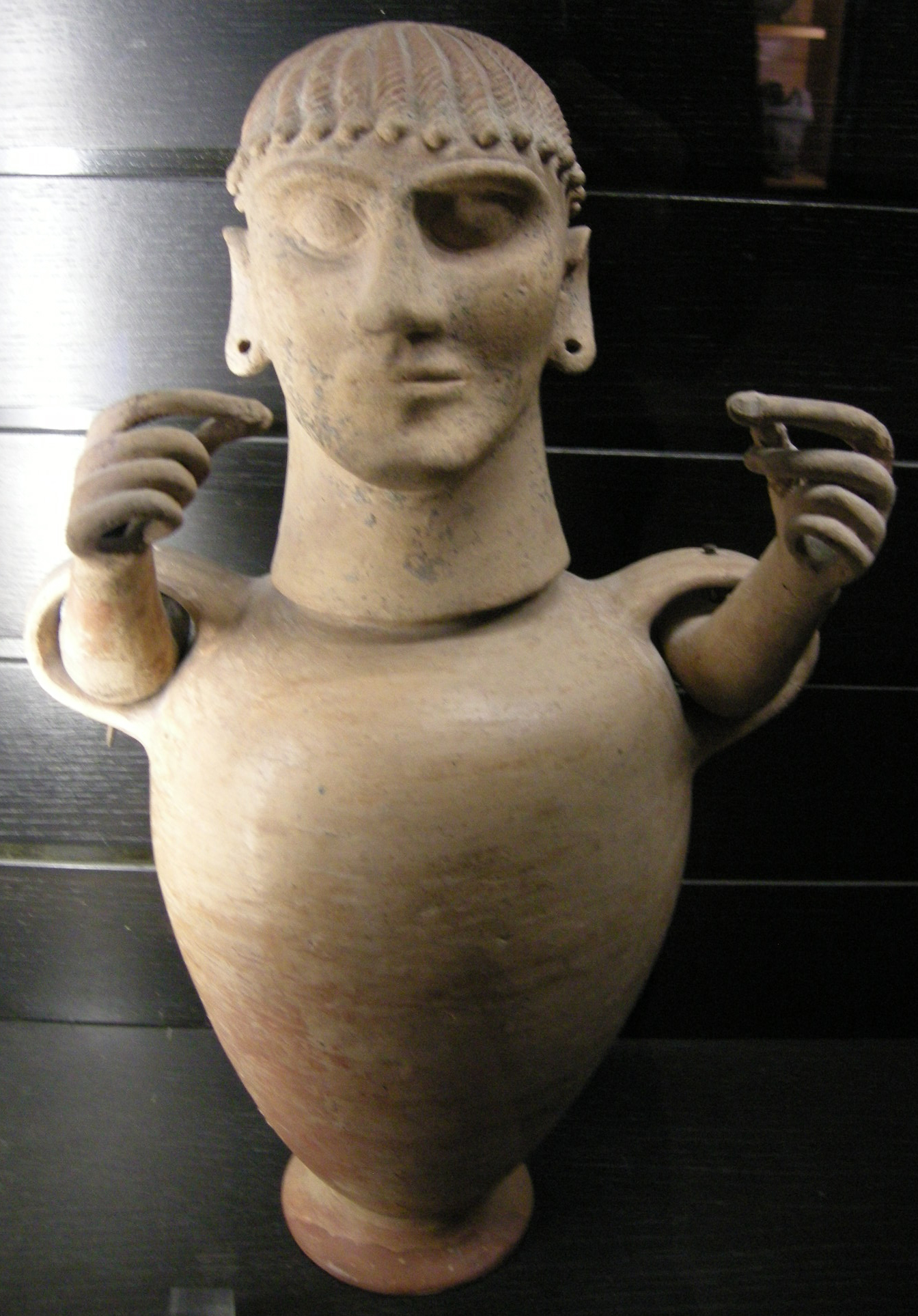
Canopo de Chiusi, de época etrusca; un posible precedente de las imagines romanas.
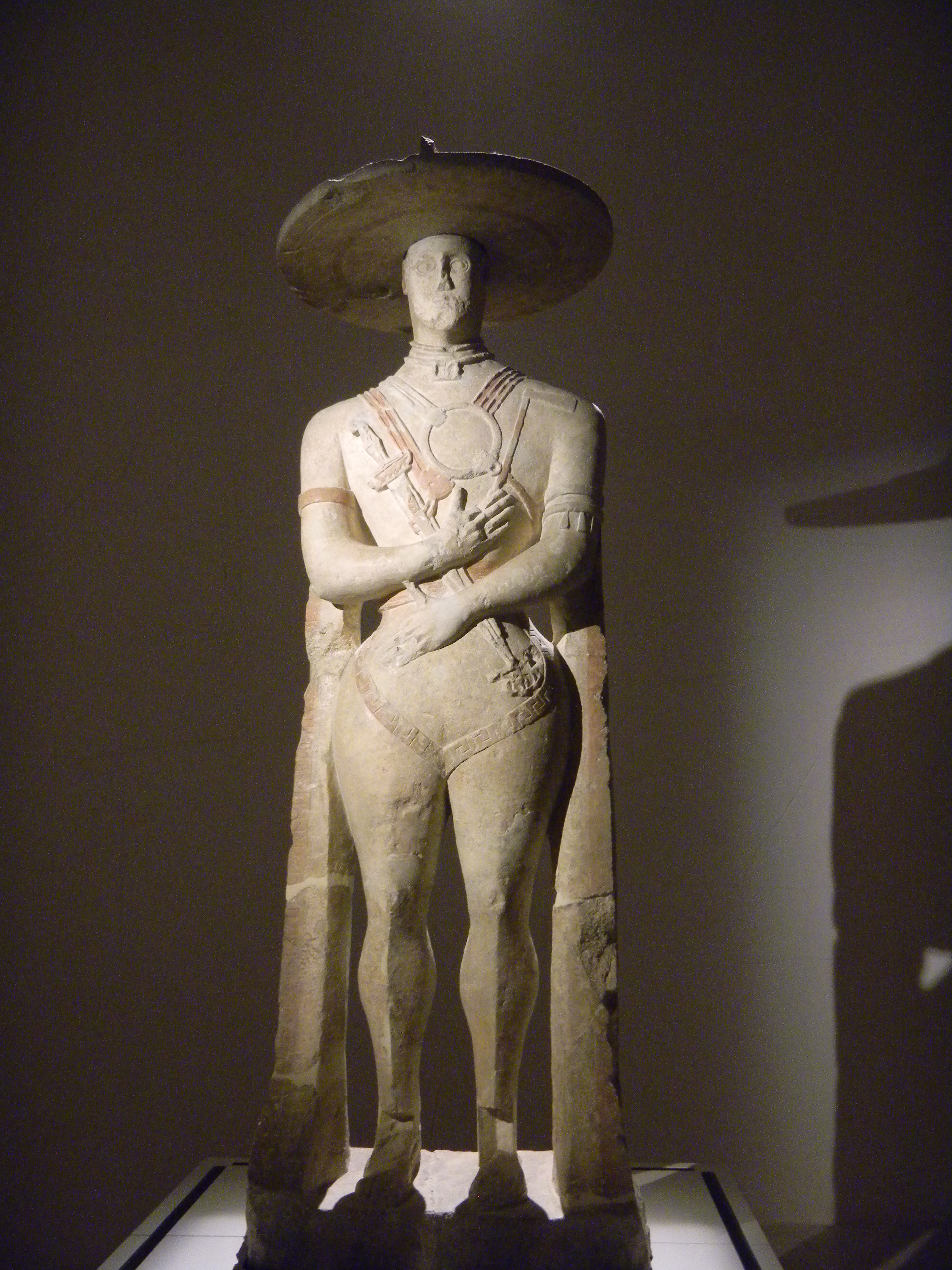
Guerrero de Capestrano, idem.

Personae (máscaras teatrales romanas):

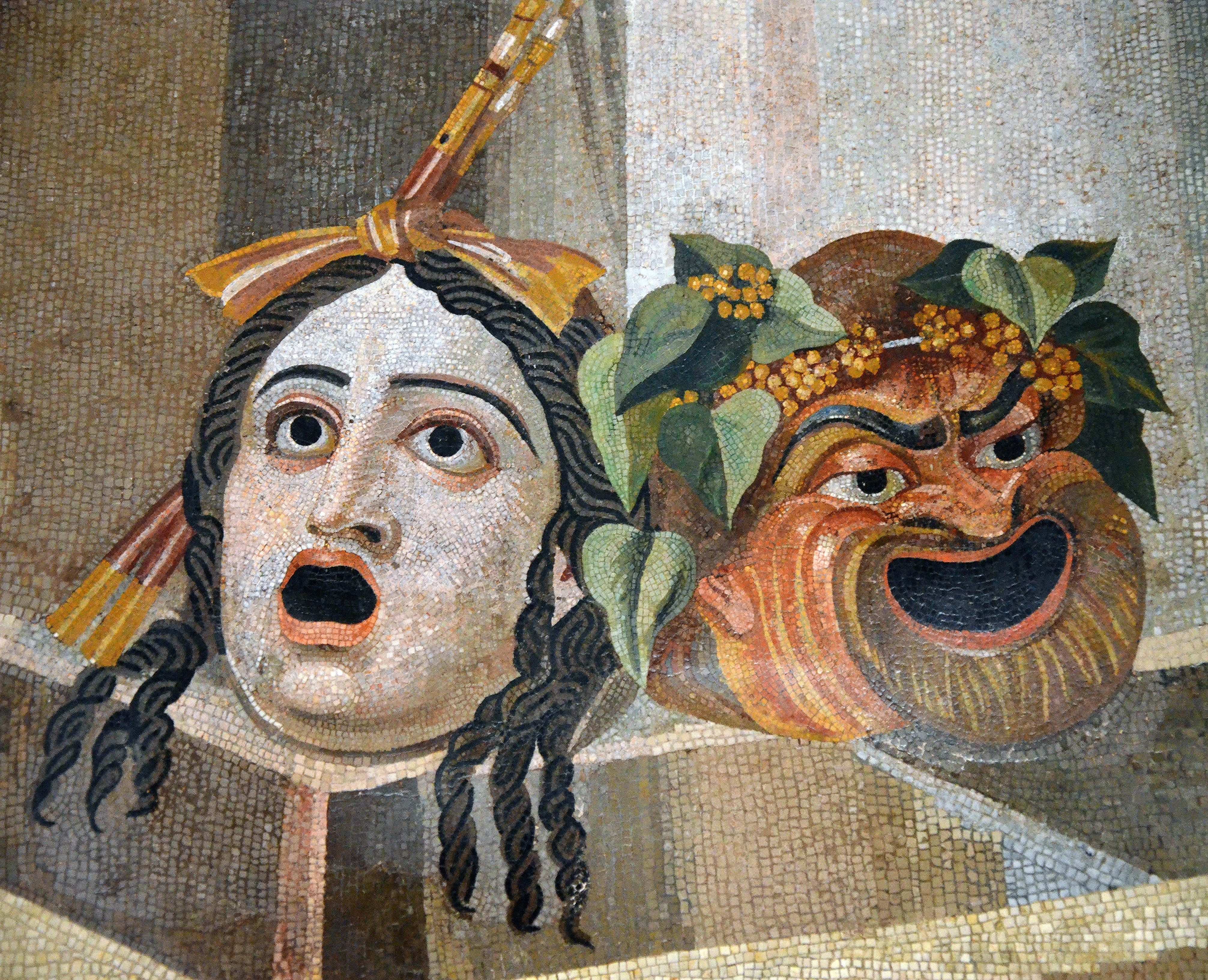
Representación en un mosaico romano.
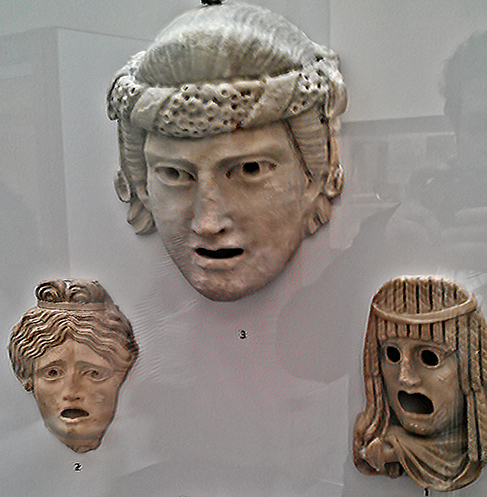
Máscaras romanas de piedra, siglos II-III.
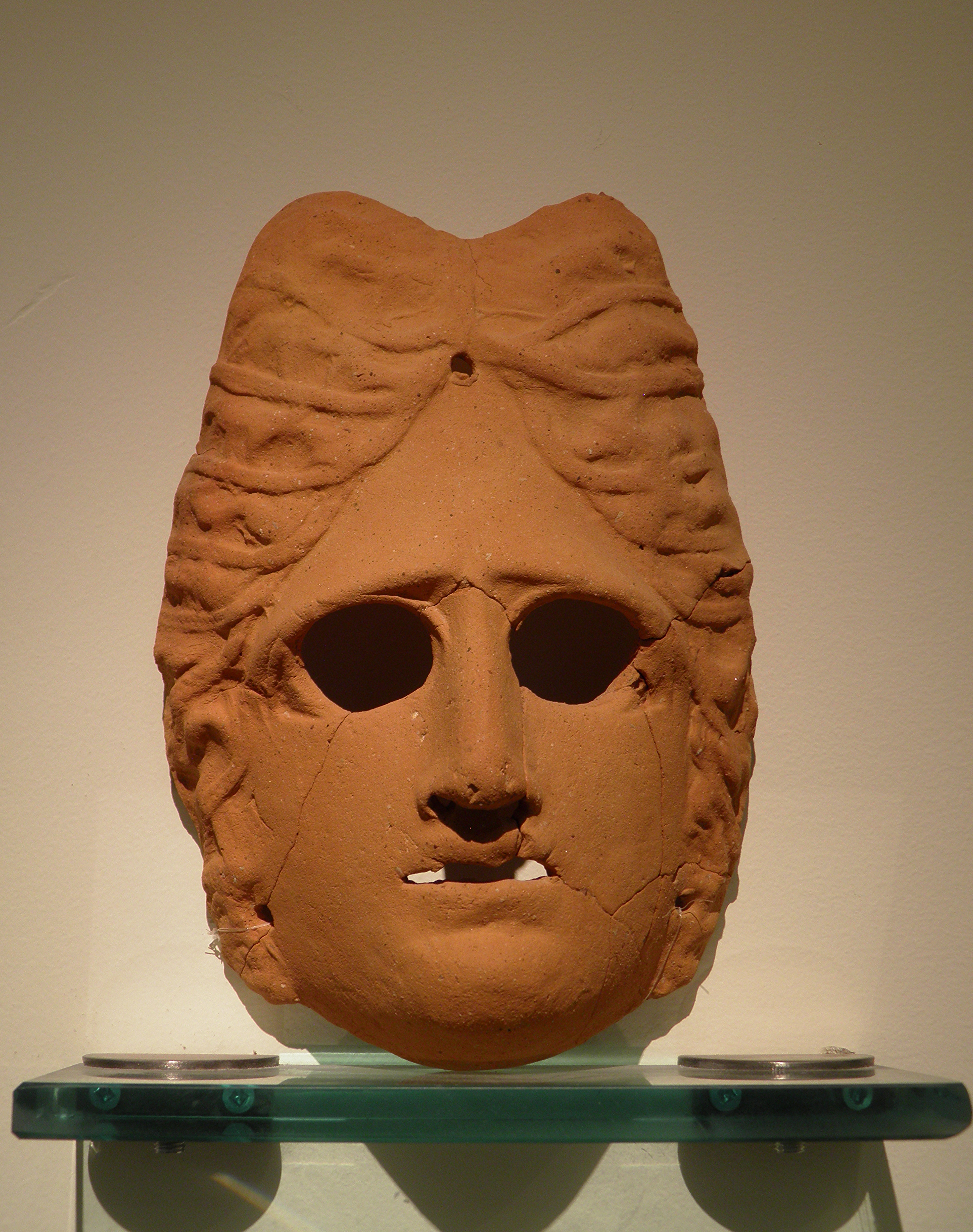
Máscara teatral dramática de doncella, en terracota, hallada en una tumba en Filipos de la época romana.
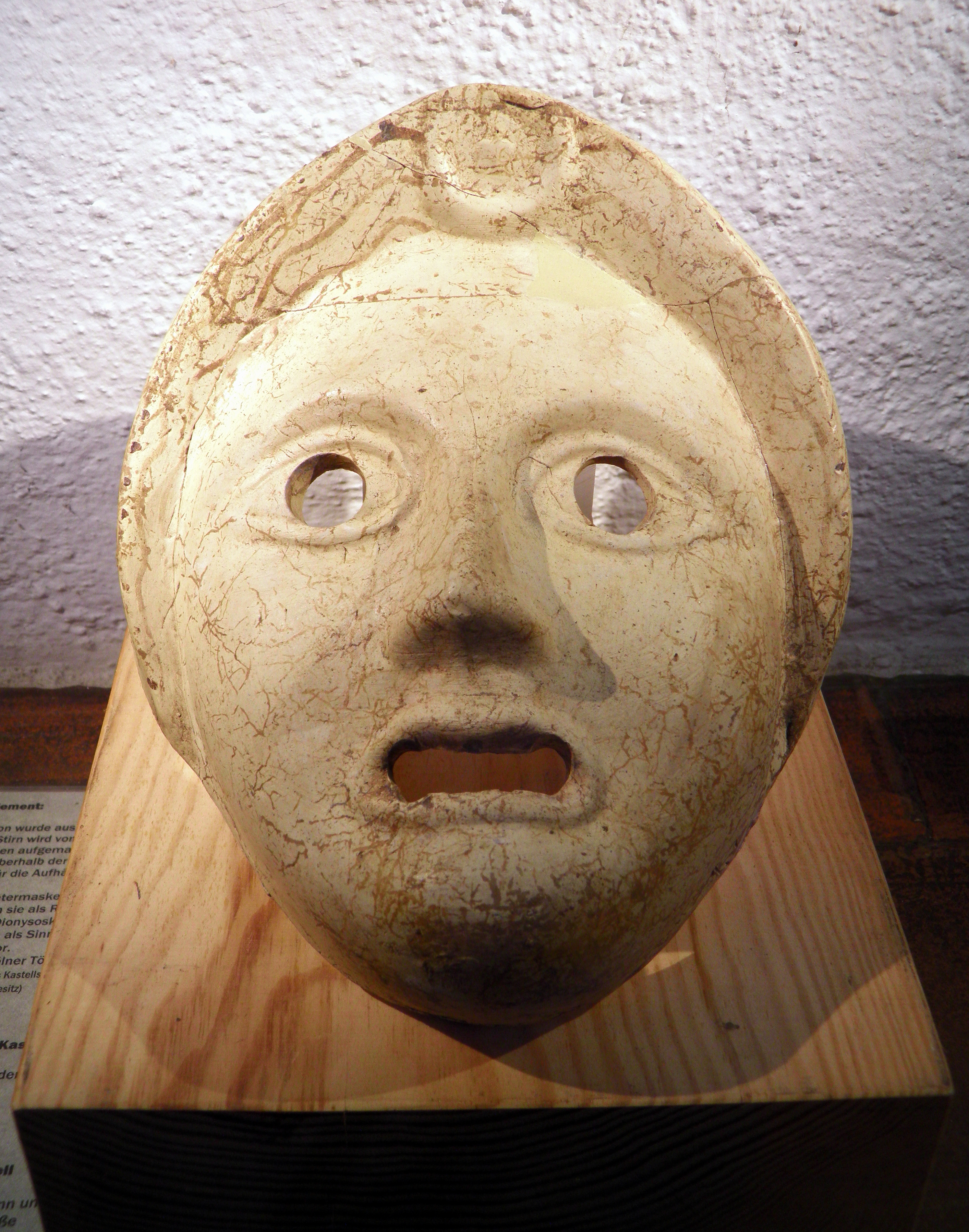
Esta máscara teatral en terracota amarilla de hacia 100-120, fue hallada en el patio o peristilo de una casa en Saalburgo, cerca de Mainz, Alemania, entonces en el limes del imperio. Servía de decoración y en las orejas tiene orificios para colgarla de una cuerda.

Retratos funerarios del Egipto romano (retratos de El Fayum):

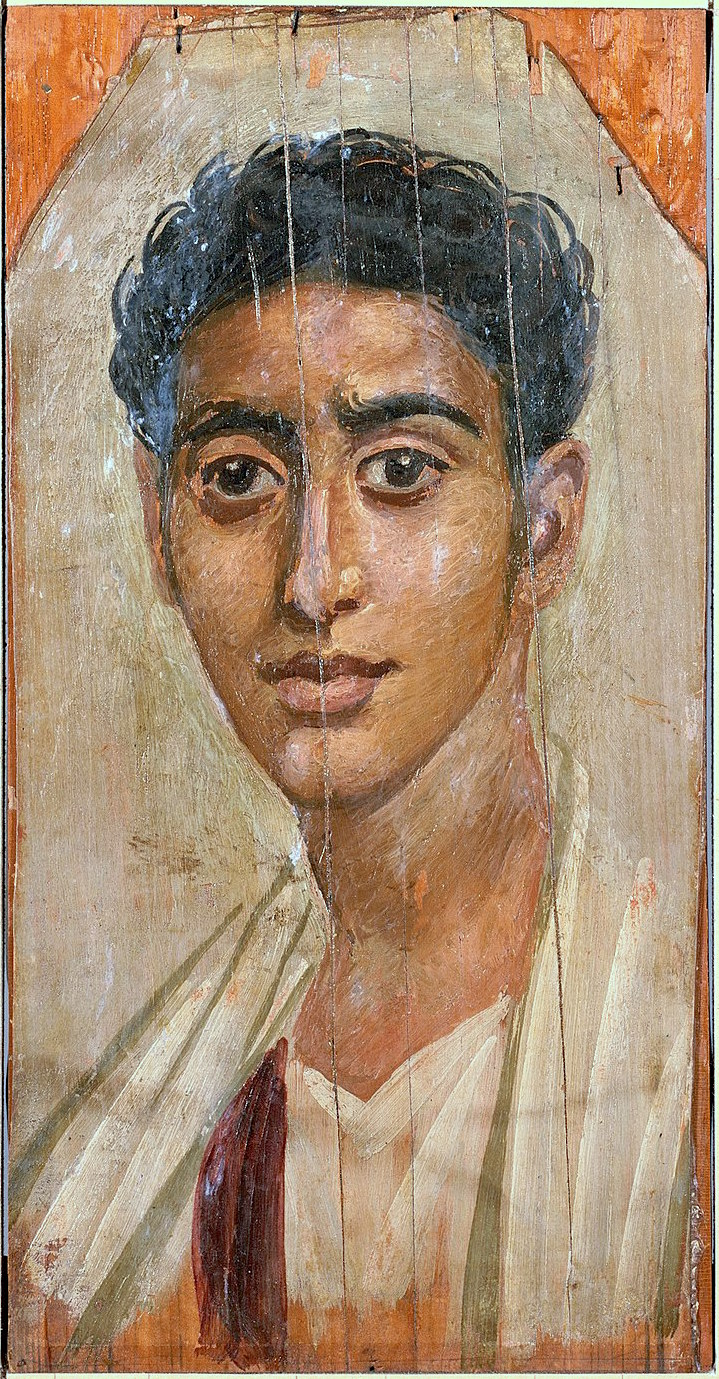
Retrato de un hombre joven del siglo I.
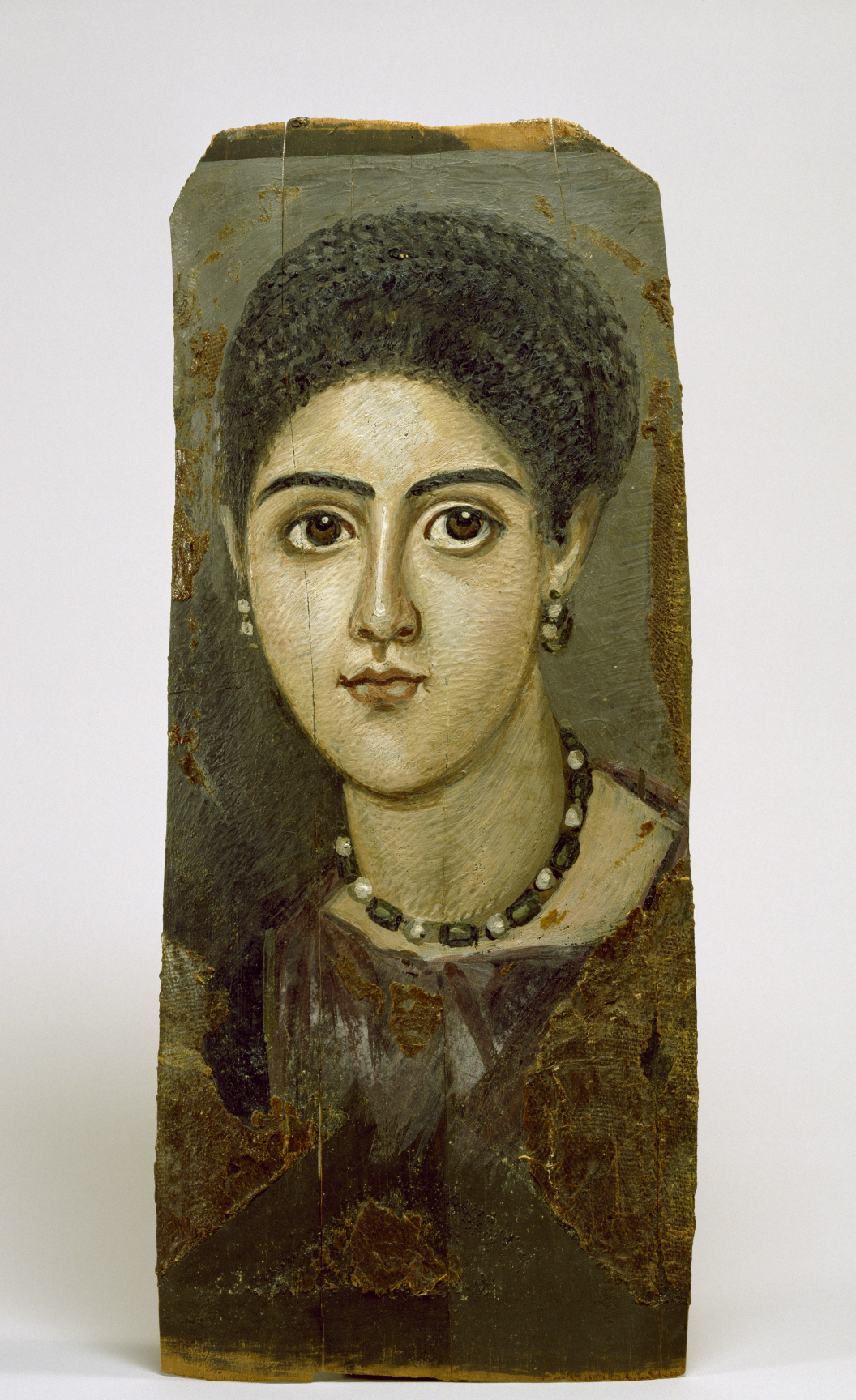
Joyas y peinados ayudan a datar los retratos femeninos. Esta joven muestra trenzas en pisos características de la época de Trajano, 98-117 d.C., así como aretes y un collar de perlas y esmeraldas.
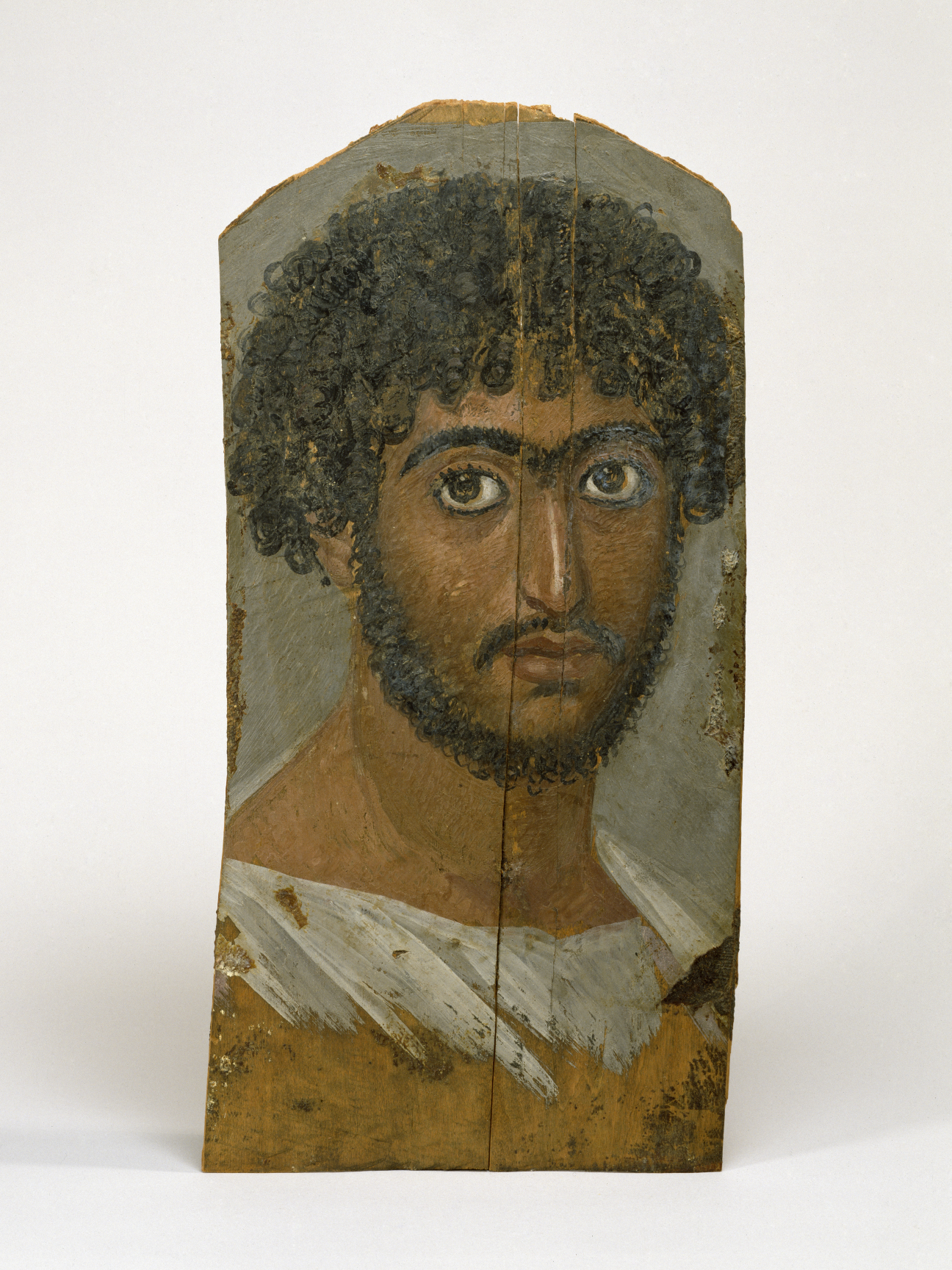
Un hombre de rasgos nubios. 170-180 d.C.